# Arctostaphylos malloryi
Arctostaphylos malloryi är en ljungväxtart som först beskrevs av W. Knight och Gankin, och fick sitt nu gällande namn av Philipp Vincent Wells. Arctostaphylos malloryi ingår i släktet mjölonsläktet, och familjen ljungväxter. Inga underarter finns listade i Catalogue of Life.